# Room No. 382
Room No. 382 es un álbum de remezclas del cantante japonés Miyavi publicado el 24 de diciembre de 2008. El álbum contiene canciones que van desde sus primeros lanzamientos independientes hasta su carrera en grandes empresas discográficas y fueron remezcladas por DJ TeddyLoid.

## Lista de canciones
| N.º | Título                                                         | Duración |  |
| 1.  | «Ippiki Ookami Ron» (一匹狼論)                                 | 3:28     |  |
| 2.  | «2 be wiz U»                                                   | 3:59     |  |
| 3.  | «Jibun Kakumei» (自分革命)                                     | 4:09     |  |
| 4.  | «Dear my friend»                                               | 3:17     |  |
| 5.  | «Kimi ni Negai wo» (君に願いを)                                | 4:18     |  |
| 6.  | «Señor, Señora, Señorita» (セニョール セニョーラ セニョリータ) | 4:09     |  |
| 7.  | «Rock no Gyakushuu» (ロックの逆襲)                             | 3:13     |  |
| 8.  | «Joushou Gaidou» (常勝街道)                                    | 4:17     |  |
| 9.  | «Girls, be ambitious»                                          | 4:25     |  |
| 10. | «Ashita, Genki ni Naare» (あしタ、元気ニなぁレ。)              | 3:45     |  |